# 西藏鏡報
《西藏鏡報》是一份早期藏文報紙，藏文全名為；威利轉寫：「Yul phyogs so so'i gsar 'gyur me long」，意為「世界各地新聞之鏡」，又稱《明鏡》（Melong）或《鏡報》（Sargyur Melong）。創刊25週年後，報頭附加英文標題，即《西藏鏡報》。
《西藏鏡報》由多吉·塔欽（Gergan Dorje Tharchin）擔任發行人、記者兼主編，從1925年10月10日至1963年間在印度噶倫堡不定期出版，並在大藏區流通，讀者遍及西藏、蒙古、印度、中國以及歐美各地。《西藏鏡報》是第一份由藏人創辦的藏文報紙，在早期藏文報紙中，《西藏鏡報》是唯一一份持續發行的，也是對藏人最具影響力的報紙。《西藏鏡報》除了報導新聞，也傳播新知，提倡改革，促進藏人團結，立場傾向藏族民族主義。它被中華人民共和國政府視為「反動刊物」，中文文獻中相關的論述不多。

## 歷史

### 背景
噶倫堡東鄰不丹王國，西鄰尼泊爾王國，成為印度在兩國之間的楔子。噶倫堡海拔1,250公尺，向北仰望青藏高原，噶倫堡經錫金越過則里拉山口到西藏邊境只有30英里。它是藏印貿易的重鎮，在1962年中印邊境戰爭關閉邊界前，藏印貿易約有半數是經由噶倫堡。噶倫堡的文化與種族多元，是多種文化交會之處，也是西藏與外界接觸的門戶。:60-61
《西藏鏡報》的創辦人多吉·塔欽（1890-1976年）被當地人尊稱為塔欽巴布（Tharchin Babu），他是藏族基督徒，生於印度北部喜馬偕爾邦金瑙爾縣（也有說斯皮提縣）。他在蘇格蘭教會差會擔任傳教士，精通標準藏語與近古藏語，許多西方人向他學習藏語。他最自豪的傑作是從1930年代開始編輯的藏文大辭典，但由於財務原因，直到1960年代才出版兩冊。

### 創立緣起
在重視傳統的藏區，「新聞」是當時藏人不熟悉的事物。
在《西藏鏡報》創辦前，雖然拉達克、北京與拉薩發行過摩拉維亞弟兄會傳教士與中國政府辦的藏文報紙，但是影響有限，也沒有一份持續發行。:13-17
1925年8月，塔欽在蘇格蘭教會差會主持人約翰·安德森·格雷厄姆博士的辦公室中看到一部損壞閒置的謄寫機（英語：Roneo duplicator），塔欽想到用它來創辦一份藏文報紙，在塔欽要求下，格雷厄姆博士把謄寫機給了他。
塔欽決定用西藏文化中熟悉的符號「明鏡」命名報紙，來吸引所有藏區讀者。「明鏡」在藏傳佛教中有重要的意義：五妙欲供中以「明鏡」象徵色塵（眼所見的對象），放在五種供品的中央。1912年發行的西藏5章噶紙幣背面的五妙欲供圖也有一面銅鏡。某些金剛乘的觀想以「明鏡」象徵法身佛毗盧遮那佛，因為明鏡沒有偏好的反映一切，沒有扭曲，自身不因對象而變，與法身的特性（平等無分別、無無明、不變）相同。藏人也用明鏡進行圓光占卜。:21-22
塔欽修好謄寫機後，於1925年10月10日發行《西藏鏡報》創刊號，經過短期實驗出刊週期，從1926年2月起定為每月發行。

### 創辦初期
1927年5月，《西藏鏡報》報導了國民革命軍北伐，中共勢力擴張，以及中共與國民黨的衝突。塔欽收到第十三世達賴喇嘛來信，表示《西藏鏡報》的新聞對他很有用，並贊助20印度盧比。1927年12月中，塔欽到拉薩採訪了十三世達賴，回程遇到英國駐錫金助理政務官兼駐江孜商務代表霍普金森（英語：Arthur John Hopkinson），以100盧比贊助《西藏鏡報》。
《西藏鏡報》第一年的訂戶只有14份，1927年訂戶達到約50份，並免費贈閱近一百份給西藏政府官員。由於西藏郵政經常丟失郵件，而且缺乏付款機制，《西藏鏡報》的收入一直是個問題。1928年9月，《西藏鏡報》開始使用新的油印機出版。:2111929年，訂戶達到200份，但是僅有37人付款。:831930年民國政府特使劉曼卿出使西藏後，鏡報發表了對她的專訪。:161935年，十三世達賴和噶廈政府來信祝賀《西藏鏡報》創刊十週年。

### 第二次世界大戰時期
1940年，噶廈政府再度贊助100盧比，《西藏鏡報》在首頁刊登了第十四世達賴喇嘛坐床典禮的彩色全頁照片，之後噶廈准許塔欽對外募款，募到300盧比。:246-247
第二次世界大戰期間，《西藏鏡報》持續報導全球戰事，經常附上地圖說明某場戰役。當時許多印度報紙因為缺乏紙張而停刊，但是英國駐錫金政務官巴茲爾·古德認為《西藏鏡報》是唯一一家藏文報紙，屬於戰時宣傳活動，因此供應紙張並爭取到政府資助。:476

### 二戰戰後時期
二戰後，英國駐錫金政務官霍普金森規定申請貿易執照的藏人必須訂閱《西藏鏡報》，使得《西藏鏡報》訂戶超過一千份，首次財務獨立。然而好景不長，印度獨立後於1948年取消了這個規定，塔欽一再向印度駐錫金政務官申請贊助，都被拒絕。:83-84
1946年，《西藏鏡報》與「西藏鏡報出版社」脫離蘇格蘭教會而獨立。在霍普金森的協助下，塔欽獲得英屬印度政府的無息貸款，用來購買14萬盧比的人工撿字排版的脚踏活字版印刷機，以及買地建印刷廠，藏文鉛字與印版則來自加爾各答浸信會差會出版社。1948年3月22日，「西藏鏡報出版社」舉行開幕式，霍普金森等人出席，《西藏鏡報》啟用活字版印刷機出版了第16卷第5期。《西藏鏡報》從此進入活字版印刷時代。:81:211:153當時西藏的藏文印刷術還停留在雕版印刷時代，直到1950年代解放軍入藏後，西藏才進入活字版印刷時代。:31

### 解放軍入藏時期
《西藏鏡報》從1946年起就警告藏人中共入侵的危險，數次重刊1932年十三世達賴的政治遺囑，包括這些話：「在赤色共产党现在正到处进行恐怖和破坏的时候，我们必须特别警惕自己免受野蛮的暴行。他们积恶至极。⋯⋯为时不久，赤色的屠杀将必闯入我们的前门。无论是我们自起内讧，或是来自外面共产国家的威胁，我们迟早都必须直接面对。⋯⋯这种情况发生时，我们必须随时准备保卫自己。否则，我们的文化和精神传统将被彻底根除。」:186
1950年9月7日（昌都戰役前一個月），據《新加坡自由西報》報導，中共禁止藏人閱讀《西藏鏡報》，擁有者可能被槍斃，而渴望新聞的西藏人在黑市用高價購買《西藏鏡報》。:210-211
1951年1月，《西藏鏡報》25週年慶發行特刊，回顧過去歷史，並刊出歷任英國駐錫金政務官、錫金國王札西南嘉、希臘王子彼得等多人賀函。本期有30頁，是該報史上頁數最多的一期。
1952年3月，西藏「人民會議」代表向中央人民政府駐藏代表張經武遞交請願書，要求解放軍退出西藏。5月，西藏軍區和噶廈聯合發出布告，宣布「人民會議」為非法組織，予以取締。1952年10月，《西藏鏡報》社論呼籲吃糌粑的人（指所有藏人，包括康巴人）團結起來，終結漢人（對大藏區）的佔領。
塔欽交遊廣闊，解放軍入藏後，西藏鏡報出版社在1950年代成為報導中國在西藏軍事行動的新聞交換中心，《西藏鏡報》的文章包括了解放軍空襲寺院與村莊的插圖。1956年10月《西藏鏡報》據目擊者證詞，報導解放軍轟炸機轟炸康區格魯派第一大寺理塘寺，造成數千藏人死亡，並附上理塘寺被炸的插圖。據李江琳考證，這是由解放軍蘭州軍區空軍獨立第4團的杜－4重轟炸機在1956年三、四月間執行。1957年10月，《西藏鏡報》刊登了一首紀念歌，歌詞中有：「不要讓袁大頭收買你，站起來！吃糌粑的人站起來！」1957年夏格巴·旺秋德丹、嘉樂頓珠領導的「西藏幸福事業會」（在印度噶倫堡）將《西藏鏡報》偷運入境，在西藏各地散發，呼籲「所有吃糌粑的人團結起來」，「把漢人趕出西藏」。1958年7月，中国外交部照会印度政府，指《西藏鏡報》是「反動刊物」，要求印度政府取缔。印度政府表示對《西藏鏡報》破壞中印友誼感到不悅，但是印度新聞自由，依法只能由地方官員警告塔欽。這是中印關係開始惡化的標誌。:486

### 停刊
1950年代中華人民共和國政府曾經表示只要《西藏鏡報》立場從反共轉為親中，可以資助《西藏鏡報》使塔欽不賠錢，但是被塔欽拒絕。:175:198
1963年11月1日，《西藏鏡報》出版第28卷第8期，之後因財務困難，塔欽年長力衰，而且藏人行政中央開始出版藏文報紙等原因而停刊。
《西藏鏡報》到停刊為止，38年間出版了28卷，共311期（ㄧ卷通常是12期，但是兩期有時併為一份印行，所以ㄧ卷最少時實際只有8期，最多時有13期）。:131-143哥倫比亞大學東亞圖書館收藏了224期，超過《西藏鏡報》發行期數的70%。

## 編輯團隊
格西曲吉扎巴1930年曾為《西藏鏡報》工作。堅塞·貢培拉在十三世達賴喇嘛執政後期掌握西藏實權，但在十三世達賴死後失勢，1934年初被流放到工布孜崗，結識了因龍廈事件受牽連而被流放的江洛金·索朗傑布，1937年底兩人流亡到噶倫堡，他們與旅印的傑出學者更敦群培都是受過良好教育的藏族知識份子，結識塔欽後為《西藏鏡報》工作，提高了《西藏鏡報》的水平。西藏共產黨的創建者平措汪傑與戰友昂旺格桑在1944年左右為《西藏鏡報》工作了六個月，木村肥佐生在1940年代末期也為《西藏鏡報》工作。:220:87-88

## 內容
《西藏鏡報》在創刊號的社論表示要服務不同讀者群，要為僧侶提供印度佛教過去與現在修行的資料；為商人提供商品產地與市場的新聞；為貴族提供各種新聞；為病人提供藥物和療法的信息；為兒童提供課程和其他教材。:207-208因此《西藏鏡報》內容包括政治新聞、最新科技發明（例如潛艇，巡洋艦，驅逐艦，航空母艦，降落傘，英國與美國轟炸機，直升機，飛艇，汽車等）、名人的故事（例如聖雄甘地、泰戈爾等）、短篇教育性故事、外國旅客到西藏的報導，以及地圖等。許多文章附帶照片或插圖。除了知識性內容，《西藏鏡報》還提供實用的商業資訊（如羊毛、金、銀、麝香、雪豹皮、狐皮、氂牛尾的市場價格），廣告，以及一些教育、娛樂內容（謎語，卡通），還有關於宗教（基督教和佛教）的文章。:227-228
在《西藏鏡報》發表文章最多的知名人士是更敦群培。他在《西藏鏡報》發表了《旅居印度的反思》、《俗語嵌套詩》（1936年），《Lhasa與Rasa：La與Ra》（1937年），《地球是圓的還是平坦的》、《西藏政治史的重要性》（1938年），以及三篇關於吐蕃帝國與唐朝關係的文章（1943年）。其中《地球是圓的還是平坦的》一文挑戰了藏人認為「世界是平坦的」傳統觀念。該文所附的地球地圖與史德文夫人1922年藏文著作中的地圖十分相似。:223-224其他名人士如藏學家查爾斯·貝爾發表了《十三世達賴喇嘛傳》（1948年），還有约翰·范·曼恩（1926年）、尼古拉斯·洛里奇（1933年）等人的文章。:87

## 封面設計
《西藏鏡報》的封面設計經常包括佛教符號。《西藏鏡報》一共採用過六種報頭設計：:94-98
1. 1925年10月～1928年11月：手繪報頭，圖案包括了十字金剛杵。
2. 1928年12月～1940年2月：十字金剛杵上方是如意寶珠。
3. 1942年8月～1947年1月：報頭除了鑲邊圖案外，沒有其他裝飾。
4. 1947年2月～1948年2月：上端是一排花鬘，中央是白色法螺，兩側用圖案鑲邊。
5. 1948年3月～1948年10月：報頭用卍字鑲邊。
6. 1948年11月～1963年11月：上端是一排花鬘，中央是白色法螺，兩側用卍字鑲邊。

這些符號在佛教中各有意義：十字金剛杵象徵堅固的信心，如意寶珠代表財富以及滿願，法螺比喻（佛法）法音遠播。此外報頭也經常包括佛教八吉祥物。
1944年3月的封面則省略報頭，而以各種佛教符號、人物與動物構成繁複的鑲邊。:98-99

## 影響
在藏文媒體幾乎不存在的時代，《西藏鏡報》記錄了西藏劇烈的社會與政治轉型。《西藏鏡報》讀者包括（十三世和十四世）達賴喇嘛，拉薩、江孜、康區等地的西藏讀者，以及經常從拉薩經過春丕河谷到噶倫堡、大吉嶺和加爾各答的商人和貴族。:173十四世達賴表示，在解放軍進藏前，他的新聞來源只有
《西藏鏡報》，以及布達拉宮的掃地僧。《西藏鏡報》很早就受西方藏學家注意，如1926年荷蘭约翰·范·曼恩的《三家藏文報紙》就包括了創刊號，1935年德國莱比锡大学的約翰內斯·舒伯特已是訂戶。:214-215各國大報也曾提及《西藏鏡報》，例如新加坡的最大報《海峽時報》（1936年10月15日），中國最大的英文報紙——上海《北華捷報》（1939年12月）。:86:225-226雖然《西藏鏡報》的發行量不大，但是《西藏鏡報》向當時與外界隔絕的藏人報導了包括第二次世界大戰、印度獨立等全球新聞，因此對藏人深具影響力。:173
在《西藏鏡報》創辦前，青藏高原地區的藏文出版社以寺院與貴族出版的宗教出版物為主，使用雕版印刷技術，也沒有非宗教的出版社。西藏鏡報出版社是青藏高原地區最早採用油印技術的藏文出版社，除了報紙也出版其他藏文印刷品。:150印度獨立前，西藏鏡報出版社可能是印度最活躍的藏文出版社。
西藏鏡報出版社所在的鐵皮屋2005年时門口還掛著「The Tibet Mirror Press」的標誌。

## 相關論著

### 多吉·塔欽
- H. Louis Fader. . Tibet Mirror Press. 2004年. ISBN 978-99933-922-0-0.（英文）
- Dawa Norbu. . Lungta. 1998年, (11)  [2017-10-02]. （原始内容存档于2017-10-03）.（英文）
- Tashi Tsering. . Lungta. 1998年, (11)  [2017-10-02]. （原始内容存档于2017-10-03）.（英文）

### 西藏鏡報
- Engelhardt, Isrun.  (PDF). Gray Tuttle  (编). . PIATS 2006: Tibetan Studies: Proceedings of the Eleventh Seminar of the International Association for Tibetan Studies, Konigswinter. Andiast, Switzerland: IITBS, International Institute for Tibetan and Buddhist Studies, GmbH. 2011年  [2017-09-26]. （原始内容存档 (PDF)于2019-02-01）.（英文）
- Anna Sawerthal.  (PDF) (碩士论文). University of Vienna, Austria. 2011年  [2017-09-27]. （原始内容存档 (PDF)于2016-03-04）.（英文） 文中131-143頁是《西藏鏡報》每期出版日期與頁數列表
- Amy Holmes-Tagchungdarpa. . Benjamin Fleming; Richard Mann  (编). . Routledge. 2014-03-26: 73–93頁. ISBN 978-1-135-01373-8.（英文）
- Natalia Moskaleva.  (PDF). Revue d'Etudes Tibétaines. December 2016, (no. 37): 247–261  [2017-09-26]. （原始内容存档 (PDF)于2017-09-26）.（英文）

## 註解
1. ↑  《西藏鏡報》經由輾轉流傳與社區集體閱讀，讀者人數遠多於發行份數。[7]:297
2. ↑  《西藏鏡報》創刊後的計劃是每月出版，一度嘗試過每週出版，實際上是不定期出版，但是通常將它歸類為報紙而非雜誌。[5]:22-24
3. ↑  曲吉扎巴後來編輯了《格西曲扎藏文辞典》。
4. ↑  氂牛尾用於製造印度教、耆那教與佛教儀式的法器、拂塵、假髮、聖誕老人的鬍鬚。白氂牛尾的價錢比黑氂牛尾高。[41]

## 外部連結
- 哥倫比亞大學東亞圖書館的224期《西藏鏡報》掃描網路版（页面存档备份，存于）（英文）
- . 高峰净土.   [2017-09-26]. （原始内容存档于2018-11-26）.
- 《西藏鏡報》第23卷第11期（1956年10月12日出版）第4頁插圖 （页面存档备份，存于）描繪1956年解放軍蘭州軍區空軍獨立第4團的杜－4重轟炸機轟炸康區格魯派第一大寺理塘寺。[1][2]李江琳著作《1959：拉薩！──達賴喇嘛如何出走》引用了此插圖。[3]

1. ↑  李江琳. . 聯經出版事業. 2010年7月: 355頁. ISBN 978-957-08-3638-7.